# Karel Gheleyns
Karel Gheleyns (±1610 - Brugge, 22 augustus 1677), ook wel Carolus Gheleyns in het Latijn of Charles Gheleyns in het Frans, was een Vlaams rooms-katholiek priester, benedictijn en abt van de Sint-Pietersabdij te Oudenburg ten tijde van de Zuidelijke Nederlanden. De abdij was een benedictijnenabdij die bestaan heeft van 1084 tot 1797 en vanaf 1934 werd verder gezet door de Sint-Pietersabdij te Steenbrugge. In sommige bronnen wordt zijn achternaam als Geleyns vermeld. Tussen 1668 en 1671 nam hij als diocesaan administrator het bestuur waar in het bisdom Brugge.

## Biografie
Gheleyns werd in het begin van de 17de eeuw geboren. Hij trad toe tot de benedictijnen. Het is bekend dat hij gedurende zijn tijd als monnik in de abdij van Sint-Winoksbergen, alwaar hij waar hij vermoedelijk tot priester werd gewijd, bezig was met het redigeren van een catalogus over de abten, monniken en verschillende weldoeners van de abdij tot 1660. In dat jaar droeg hij dit werk op aan de toenmalige abt van Sint-Winoksbergen, Charles d'Argenteu. Dit is zijn enige gekende werk als auteur. Hij werd later ook vermeld als cantor en proost in de abdij van Sint-Winoksbergen. Met zekerheid in 1663 en 1664, tot aan zijn vertrek naar Oudenburg in het voorjaar van 1664, was hij cantor onder abt Maurus de Wignacourt.

### Abt
In januari 1664 werd door paus Alexander VII, op voorspraak van Filips IV, koning van Spanje en wereldlijk heerser over de katholieke Zuidelijke Nederlanden, besloten om hem te benoemen tot de eenenveertigste abt van de Sint-Pietersabdij. De waardigheid van abt van deze abdij stond vacant sinds de dood in 1662 van abt Jan-Maximiliaan d'Enghien, die 47 jaar lang aan het hoofd van de abdij had gestaan. Op 22 maart 1664 werd hij abt van Oudenburg na een plechtige inzegening door Robert de Haynin, bisschop van Brugge. Hij koos als wapenspreuk "Deo regique fidelis", "Trouw aan God en de vorst", waarmee hij naast zijn gehoorzaamheid aan God ook zijn trouw bevestigde aan de koning van Spanje, op wiens voorspraak hij tot abt was benoemd. Tevens in 1664 besliste paus Alexander VII om hem te laten mijteren, een eer die zijn voorgangers steevast werd ontzegd. Filips IV beval de uitvoering van de pauselijke bul waarin dit geproclameerd werd op 23 november 1664.
Hij ontving de mijter en de kruisstaf van de bisschop van Brugge, Robert de Haynin, bijgestaan door de gemijterde benedictijner abten van Sint-Winoksbergen en Sint-Andries, respectievelijk Maurus de Wignacourt, zijn voormalig abt, en Benedictus van den Berghe, op 1 januari 1665 in het koor van de Sint-Donaaskathedraal in Brugge. Aanwezig tijdens deze ceremonie was de markies van Castel Rodrigo, landvoogd van de Zuidelijke Nederlanden en vertegenwoordiger van de Spaanse koning. Ter ere van deze gebeurtenis droegen verschillende van zijn medebroeders uit Sint-Winoksbergen jaardichten aan hem op. Aldus werd hij de eerste gemijterde abt van de abdij. Het betekende dat hij kerkrechtelijk als gemijterde abt op hetzelfde niveau stond als een suffragaan bisschop, voor zover het de jurisdictie over de abdij betrof. Hij kon de lagere wijdingen tot en met het subdiaconaat toedienen aan de geestelijken in zijn machtsgebied. Er waren in die periode een tiental monniken in de abdij.
Reeds bij zijn aanstelling als abt poogde hij de Sint-Pietersabdij grondig te hervormen. Op 20 mei 1665 nam het conventueel kapittel de nieuwe constituties aan die prelaat Gheleyns had voorgesteld. Later werd hij ook nog benoemd tot kerkelijk vertegenwoordiger van Brugge in de Staten van Vlaanderen, de standenvertegenwoordiging bij het hof van de graaf van Vlaanderen, de koning van Spanje. Hij zou in deze functie blijven tot 16 maart 1673, waarna hij werd vervangen door kanunnik Herman Ancheman (ook wel Angenaut).

### Administrator van Brugge
De Brugse bisschop, Robert de Haynin, was gedurende zijn episcopaat vaak afwezig door ziekte. Prelaat Gheleyns verving hem veelvuldig gedurende zijn episcopaat als praesuli praesulum dioecesis Brugensis primati, "eerste (prelaat) der prelaten van het bisdom Brugge". Dit ten minste reeds sinds 1665. Hij zou ook na het overlijden van bisschop de Haynin in 1668 het bestuur van de Brugse bisschopszetel blijven waarnemen als diocesaan administrator. Dit tot de aanstelling van François de Baillencourt in 1671 tot bisschop van Brugge. Bisschop de Baillencourt werd reeds in 1669 voorgedragen als bisschop van Brugge, maar het kathedrale kapittel van de Sint-Donaaskathedraal, onder leiding van haar kapitteldeken, verzette zich hevig tegen zijn benoeming en wenste prelaat Gheleyns als bisschop van Brugge.
Bisschop de Baillencourt was voor zijn aanstelling als bisschop vicaris-generaal van het aartsbisdom Mechelen onder kardinaal Andreas Creusen. Qua diocesane bestuurservaring hadden zowel Gheleyns als de Baillencourt ervaring, maar prelaat Gheleyns kende het bisdom Brugge beter en had de steun van de diocesane clerici. Hetgeen in zijn nadeel speelde was dat hij een regulier geestelijke was, verbonden aan de benedictijnenorde, en de Baillencourt niet. Dit zou een van de uiteindelijke redenen zijn waarom hij geen bisschop van Brugge werd. Uiteindelijk kwam het tot een proces voor de Grote Raad van Mechelen die de Baillencourt in het gelijk stelde en die het kapittel dwong hem als bisschop te erkennen. De Baillencourt nam in 1671 bezit van zijn bisschopszetel, maar de problemen met het Sint-Donaaskapittel bleven. Door deze problemen werd de Baillencourt niet in Brugge, in de Sint-Donaaskathedraal tot bisschop gewijd, maar in Mechelen, in de Sint-Romboutskathedraal. Deze twist zou ervoor zorgen dat er tot de afbraak van de Sint-Donaaskathedraal geen bisschop meer zou worden gewijd in deze kathedraal.
De macht en invloed van abt Gheleyns werd nu stevig beknot en hij verloor de steun van het kapittel, dat zich nu achter de nieuwe Brugse bisschop schaarde. In 1670 werd prelaat Gheleyns in het jaarboek van de keizerlijke en koninklijke gilde van Sint-Joris vermeld als gildebroeder. Deze schuttersgilde had onder zijn leden vele prominenten en notabelen uit Brugge en omstreken.

### Overlijden
Karel Gheleyns stierf in 1677, na een dertienjarige ambtstermijn, in het refugium van de abdij in Brugge, gedurende het episcopaat van zijn rivaal in de strijd om de Brugse bisschopszetel. Door zijn bouwwoede en voorliefde voor kunst en cultuur, - hij beval onder andere de bouw van de abdijhoeve (1671) -, liet hij de abdij grote schulden na. Dit werd onmiddellijk na zijn dood in de kroniek van de abdij geplaatst om zijn abbatiaat in een slecht daglicht te plaatsen. Vermoedelijk werd dit gedaan op last van bisschop de Baillencourt, die in 1681 overleed. Gheleyns werd begraven in de abdij zelf te midden van zijn voorgangers. Hij werd opgevolgd door de prior van de abdij, Philippus Ghuerard.
Hij werd tijdens zijn leven door velen geroemd, bijvoorbeeld in een lofzang (1665) geschreven door de bekende middeleeuwse dichter Jan Lambrechts en door de Brugse dominicaan Ludovicus Bertha, die een boek aan hem opdroeg, namelijk Medicus Christianus (1665).

## Titulatuur

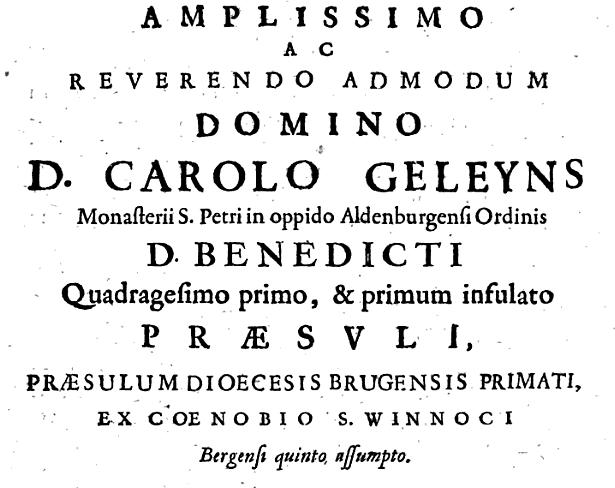
Aanspreekvorm en titels van prelaat Gheleyns in het Latijnse werk Medicus Christianus (1665).

- "intrede bij benedictijnen" - "priesterwijding": De eerwaarde broeder Karel Gheleyns
- "Priesterwijding" - 23 maart 1663: De eerwaarde Pater Karel Gheleyns
- 23 maart 1663 - 1 januari 1665: De Hoogwaardige Heer Abt Karel Gheleyns
- 1 januari 1665 - 22 augustus 1677: De Hoogwaardige Monseigneur Karel Gheleyns, Abt van de Sint-Pietersabdij

## Varia
- Een Adrianus Gheleyns werd in het "Den Grooten Brugschen Comptoir Almanach" van 1772 en 1774 beschreven als vicaris van het "Capittel en commun van Onze-Lieve-Vrouwe tot Brugge, opgeregt in het jaer 1091". Hij is een verwant van Karel Gheleyns en tevens geestelijke. Vermoedelijk is dit dezelfde persoon als Adriaan Gheleyns, pastoor van Ramskapelle.

## Voetnoten en referenties
1. ↑  J.M.E. Feys en D. Vandecasteele, Histoire d'Oudenburg: accompagnée de pièces justificatives comprenant le cartulaire de la ville et de nombreux extraits des comptes communaux, Volume 1, uitgeverij van Aimée de Zuttere, 1873, blz. 452
2. ↑  J. LAMBRECHTS, Lof der bouw-lust verthoont op den blyden dagh der H. Wydinge ende Myteren, van den Eerw. Heere myn Heere Carolus Gheleyns, eerst cantor ende proost in d'abdie van Bergen S. Wynocx, ende nu, XLIsten abt vande oude vermaerde abdye van Sinte Pieters tot Oudenburgh, vande orden des H. Benedictus., Brugge, 1665
3. ↑  A. PRUVOST, Chronique et cartulaire de l'abbaye de Bergues-Saint-Winoc de l'ordre de Saint-Benoît (Deel II), 1878, blz. 549
4. ↑  J.B. MALOU (red.), Chronique du monastère d'Oudenburg de l'Ordre de S. Benoît, Brugge, 1840, blz. 73-74
5. 1 2  J. FEYS & D. VANDE CASTEELE, Histoire d'Oudenbourg: accompagnée de pièces justificatives comprenant le cartulaire de la ville et de nombreux extraits des comptes communaux (Deel 1), Brugge, 1873, blz. 417
6. ↑  J.N. PAQUOT, Mémoires pour servir à l'histore litteraire des dix-septs provinces des Pays-Bas, de la principauté de Liège, et de quelques contrées voisines. Tome sixième, Leuven, 1765, blz. 362
7. ↑  L. BERTHA, Medicus Christianus, Antwerpen, 1665, blz. 3
8. ↑  J.I. VAN PRAET, Jaer-boek der keyzerlyke ende koninglyke hoofd-gilde van den edelen ridder Sint-Joris in den Oudenhove binnen de stad Brugge, behelzende de gedenkweerdigste Geschiedenissen in de zelve voorgevallen t’zedert den Jaere 1321 tot den tegenwoordigen tyd toe., Brugge, 1786, blz. 266
9. ↑  J.B. MALOU (red.), Chronique du monastère d'Oudenburg de l'Ordre de S. Benoît, Brugge, 1840, blz. 74